# コモンメタル
コモンメタル、普遍の金属（ふへんのきんぞく）:一般の金属（いっぱんのきんぞく）は、古より大量に使われてきた金属のこと。レアメタルの逆性の物質である。

## 概要
コモンメタルは、鉄、銅、アルミニウム 等のベースメタル（メジャーメタルとも呼ばれる）で、古くから一般の産業に広く利用されている。
鉄、銅、金、銀、水銀、鉛、亜鉛（あえん）、錫（すず）と漢字で表せる物質が多い。
精錬が容易にでき、多量に存在する。広範囲に存在している。産業のベースに使われている。